# Réquiem de la Reconciliación
El Réquiem de la Reconciliación fue una obra colaborativa escrita para conmemorar el cincuentenario del fin de la Segunda Guerra Mundial. Su texto está basada en la misa católica para los muertos (réquiem) en catorce secciones, cada una escrita por un compositor diferente de un país involucrado en la guerra. Fue comisionada por la Bachakademie de Stuttgart, Alemania y estrenada por el Gächinger Kantorei Stuttgart, el Krakauer Kammerchor y la Orquesta Filarmónica de Israel, dirigida por Helmuth Rilling. Un estuche de 2 CD documentando esta ejecución fue editado en 1996.

## Secciones de la obra
1. Prolog (por Luciano Berio, Italia)
2. Introitus und Kyrie (por Friedrich Cerha, Austria)
3. Sequenz - Dies Irae (por Paul-Heinz Dittrich, Alemania)
4. Judex ergo (por Marek Kopelent, República Checa)
5. Juste judex (por John Harbison, Estados Unidos)
6. Confutatis (por Arne Nordheim, Noruega)
7. Interludium (por Bernard Rands, Gran Bretaña/Estados Unidos)
8. Offertorium (por Marc-André Dalbavie, Francia)
9. Sanctus (por Judith Weir, Gran Bretaña)
10. Agnus Dei (por Krzysztof Penderecki, Polonia)
11. Communio I (por Wolfgang Rihm, Alemania)
12. Communio II (por Alfred Schnittke, Rusia, quedó incompleto debido a la enfermedad del autor y fue terminada por Gennadi Rozhdestvensky)
13. Responsorium (por Joji Yuasa, Japón)
14. Epilog (por György Kurtág, Hungría)

- Datos: Q94844